# Franck Boidin
Franck Boidin, född den 28 augusti 1972 i Hénin-Beaumont, Frankrike, är en fransk fäktare som tog OS-brons i herrarnas florett i samband med de olympiska fäktningstävlingarna 1996 i Atlanta.